# Gora Tihova
Gora Tihova (englische Transkription von russisch Гора Тихова Gora Tichowa) ist ein Berg im ostantarktischen Mac-Robertson-Land. In den Prince Charles Mountains ragt er auf der Südseite der Gebirgsgruppe Hrebet Astrofizikov und westlich des Mount Dummett auf.
Russische Wissenschaftler benannten ihn.